# روبرت فيرو
روبرت فيرو (بالإنجليزية: Robert Ferro)‏ (21 أكتوبر 1941 - 11 يوليو 1988)؛ روائي أمريكي.